# Психология религии
Психоло́гия рели́гии представляет собой применение психологических исследовательских методов и интерпретационных моделей к различным религиозным традициям, формам духовности, а также к религиозным и нерелигиозным индивидуумам. Данная наука стремится точно описать детали и происхождение религиозных верований и религиозного поведения, а также связанные с ними обычаи. Хотя психология религии как самостоятельная дисциплина возникла в конце XIX столетия, все три главные задачи решались в течение многих столетий до этого.
Многие области религии в настоящее время остаются неисследованными психологией. Хотя религия и духовность играют большую роль в жизни многих людей, остаётся невыясненным, почему в одних случаях они ведут к положительным результатам, а в других — к отрицательным. Этим и обусловлена необходимость исследования того, каким образом и в каком направлении религия и духовность оказывают влияние на жизнь людей. Плодотворные результаты могут быть достигнуты за счёт продолжающегося диалога между психологией и теологией.

## Объекты изучения психологии религии
Психология религии в первую очередь изучает саму религию с точки зрения религиозного сознания, его идеологической и общественной составляющей (в этом плане психология религии пересекается в своём объекте изучения с социальной психологией). Кроме того, она изучает религиозную деятельность — культовую и внекультовую, а также различные религиозные организации. Данная дисциплина исследует различные психологические механизмы и закономерности возникновения, развития и функционирования религиозных явлений в общественной и индивидуальной психологии, их содержание, структуру, направленность и динамику, их место и роль в религиозном комплексе, а также влияние этих явлений на нерелигиозные аспекты психологии общества, групп и личности. Исследуется психология личности верующего человека, её особенности, динамика и поведенческие паттерны самого индивида.
Чтобы описывать перечисленные выше объекты изучения, психология религии располагает некоторыми понятиями. К ним относятся: «религиозная вера», «религиозные потребности и интересы», «религиозные взгляды», «религиозное настроение», «религиозный мотив». Эти термины пересекаются с терминами из общей психологии, социологии и философии. Также существует ряд специфичных терминов: «религиозное общение», «религиозно-психологические явления (феномены)» и др. Кроме того, используются и конкретизированные термины из клинической психологии и психопатологии: «религиозная психотерапия», «религиозные галлюцинации», «религиозно-психические эпидемии» и т. д.

## Общий обзор
Психология религии стремится решить три задачи:
1. тщательно описать исследуемые объекты, под которыми могут подразумеваться как всеобщая религиозная практика (например, традиционные ритуальные церемонии), так и индивидуальные переживания, воззрения и поведение.
2. объяснить на языке психологии происхождение таких феноменов;
3. выяснить влияние этих феноменов на жизнь отдельных людей и всего общества.

Первая, описательная, задача естественным образом требует прояснения смысла терминов и, в первую очередь, термина «религия». Историки религии на протяжении длительного времени подчёркивают проблематичный характер данного термина, отмечая, что его значение за столетия существенно изменилось. Ранние психологи религии полностью осознавали эти трудности и обычно указывали на то, что выбранные ими дефиниции являются до известной степени произвольными. В связи с влиянием позитивизма на психологию XX столетия, что выразилось в требовании подвергнуть измерению все феномены, психологи религии разработали множество шкал. Психологи религии наряду с социологами религии использовали факторный анализ, чтобы создать эффективные методики измерений. Оправданность и адекватность этих усилий остаётся предметом споров, особенно в свете конструктивизма и постмодернизма.
В течение последних десятилетий в психологии в целом, и особенно в клинической психологии, получили широкое распространение термины «духовность» и «духовный», которые несут иной смысл, чем «религия» и «религиозный». Это особенно верно для США, где слово «религия» для многих стало ассоциироваться с сектами и обязательными верованиями и ритуалами и, тем самым, приобрело негативный оттенок. Напротив, термин «духовность» несёт положительный оттенок, поскольку отражает субъективную всеобщую способность постижения и согласования индивидуальной жизни с высшей реальностью. Фактически, термин «духовность» на Западе претерпел эволюцию и перестал быть синонимом слова «религия». В настоящее время предпринимаются усилия по «операционализации» этих терминов без учёта их истории в западном контексте на основании очевидного реалистического допущения, что в основе этих терминов лежат установленные качества, которые можно идентифицировать путём эмпирических процедур.

## История развития

### В США
Многие основатели американской психологии интересовались религией, исповедовали религию и были заинтересованы в применении научных принципов для её изучения. В их число входили основатели психологии религии: Уильям Джеймс (1842—1910) из Гарварда и Г. Стэнли Холл (1844—1924) из Университета Кларка. Работу Джеймса и Холла в дальнейшем продолжили Эдвин Старбак (1866—1947) и Джеймс Лейба (1868—1946), которых иногда называют «школой религиозной психологии Кларка», хотя Старбак тесно сотрудничал с Джеймсом и разделял многие его взгляды. Основной интерес у этих ранних исследователей вызывали два вопроса: религиозный опыт и религиозное развитие.

#### Уильям Джеймс
Уильям Джеймс был президентом-основателем Американской психологической ассоциации и одним из наиболее выдающихся американских психологов и философов. Первоначально он обучался в Гарварде медицине, но в дальнейшем посвятил себя психологии и стал первым американским профессором по данной дисциплине. В 1890-м году Джеймс написал самую важную и по сию пору работу по данной дисциплине под названием «Принципы психологии». Именно Джеймс сделал психологию одной из наиболее популярных наук в США, независимой от медицины и философии. В зрелом возрасте он проявил большой интерес к философским и религиозным вопросам, а также к парапсихологическим исследованиям. В 1902 году его гиффордские лекции по естественной теологии, прочитанные в Эдинбургском университете (Шотландия) в 1901—1902 гг., были изданы под названием Многообразие религиозного опыта. Эта работа стала классикой в психологии религии.

#### Школа Кларка

##### Г. Стэнли Холл и реинтерпретация христианства
Грэнвилл Стэнли Холл был первым президентом Американской психологической ассоциации и первым президентом Университета Кларка. Он также был одним из первых прикладных психологов и сторонником генетической психологии, согласно которой развитие индивида представляет собой повторение этапов развития человеческого рода. Холл полагал, что дарвинизм и критические исследования библейских текстов сделали невозможным для любого просвещённого человека исповедовать традиционную христианскую веру, но, несмотря на это, христианская религия содержит в себе заслуживающие внимания истины. Он считал, что с использованием генетической психологии и светских идей можно реформировать христианство, сохранив содержащиеся в нём ключевые психологические положения и отвергнув веру в сверхъестественное.
Интерес Холла к религии выразился в создании им Школы религиозной психологии Кларка. В 1917 году была опубликована книга Холла под названием «Иисус Христос в свете психологии» («Jesus the Christ in the Light of Psychology»), в которой он попытался применить принципы психоанализа для объяснения христианства как «чисто психологического проекта». Холл верил в существование жизненной силы, называемой «Душа человечества» («Mansoul»), которая представляет собой высочайшую сущность человечества и содержит в себе потенциал для нашего развития. Цель эволюции состоит в нашем отказе от собственной индивидуальности в пользу расового сознания, которое, по его мнению, и есть подлинный бог. Иисус Христос, по Холлу, является выразителем добродетели в человеческой природе и примером тех возможностей, какие человеческая раса может достичь в ходе эволюции. Согласно воззрениям Холла, Иисус Христос предложил разновидность психотерапии, предназначенной для избавления нас от чувства вины и страха. Его взгляды на Иисуса Христа как на своего рода «сверхчеловека» не получили одобрения со стороны церкви.

##### Джеймс Лейба и победа науки над религией
Джеймс Лейба приехал в США из Швейцарии и учился вместе с Холлом. Ещё до начала своей профессиональной деятельности Лейба отказался от религиозных убеждений и стал яростным критиком традиционной религии, хотя духовность он при этом рассматривал положительно. В 1921 году Лейба провёл знаменитое исследование религиозных взглядов среди учёных, которое показало более низкий уровень религиозности среди выдающихся деятелей науки по сравнению с малоизвестными учёными. На основании этого исследования Лейба сделал вывод, что неверие в личного Бога и в личное бессмертие прямо пропорционально способности к достижению успеха в науке. Последующие исследования, проводившиеся другими специалистами, подтвердили, что в XX веке среди ведущих учёных наблюдалась тенденция к снижению приверженности религиям и к увеличению безразличия к религиозным вопросам либо неверия.
Лейба был согласен с Холлом в том, что традиционное христианство более неприемлемо, и что психология может помочь в формировании некой альтернативы ему. Он считал, что любой религиозный опыт и религиозные потребности можно объяснить на чисто психологической основе с использованием биологической и эволюционной теории, а также понимания нормальных мыслительных процессов. По этой причине религия должна изучаться экспертами в области психологии, а не религиозными адептами и теологами, которых он считал несведущими. Согласно взглядам Лейбы, серьёзная теология должна использовать научные методы и стать частью психологической науки, что обеспечит быстрое духовное развитие. Лейба отстаивал идею метафизического, безличностного бога, называемого «бесцельной Творческой Силой» («non-purposive Creative Force»), которая, по его мнению, может стать основой для реконструированной религии и морали.
Взгляды Лейбы подверглись критике со стороны некоторых христианских мыслителей, которые обвинили его в необъективности и выходе за рамки психологической науки для отстаивания личных атеистических убеждений. Так, бельгийский иезуитский психолог Жозеф Марешаль указал на редукционистский подход Лейбы при рассмотрении им мистического опыта как психопатологического или сексуального по своему происхождению явления. По мнению Марешаля, Лейба просто взял за исходную точку свои воззрения и произвольно интерпретировал данные для подтверждения собственных взглядов. Школа Кларка не получила развития в дальнейшем. К началу третьего десятилетия XX века доминирующими парадигмами в психологии стали бихевиоризм и позитивизм, и эта школа была маргинализирована в академической психологии. Однако недавно появилась новая версия этого направления, использующая эволюционный подход в психологии религии.

### В Европе
Развитие психологии религии в Европе в течение XX века имело как параллели, так и расхождения в сравнении с США. Основное сходство состоит в высоком интересе к феноменологии и религиозному опыту, который можно проследить в работах, написанных в начале XX века такими германскими авторами как Фридрих фон Хюгель, Рудольф Отто, Фридрих Хайлер, а также бельгийскими авторами Жозефом Марешалем и Антуаном Верготом. Расхождения отражают различия в интеллектуальной и культурной атмосфере в Европе и США. В Европе психология не столь сильно изолирована от философии и теологии, как в США, поэтому европейские психологи в среднем лучше американских знакомы с этими дисциплинами. Помимо этого, население Европы менее религиозно, чем население США, вследствие чего психологи религии в Европе имеют несколько иной объект для изучения, что зачастую ведёт их к формулированию иных вопросов и построению иных выводов.
Кроме того, в европейских академических кругах существуют различия между национальными традициями. Германские авторы часто занимают должности на кафедрах теологии или религиоведения и изучают азиатские религиозные традиции наподобие индуизма и буддизма. Во Франции психология религии находится под сильным влиянием психоаналитических идей Зигмунда Фрейда и французского психоаналитика Жака Лакана, а также под влиянием марксистского подхода к антропологии и социологии. Британская психология религии имеет очень много общего с североамериканской и оказывает на неё заметное воздействие. Так, британская психоаналитическая школа объектных отношений сыграла в развитии психологии религии в США гораздо более значительную роль, чем французская школа Лакана.

### Психодинамические подходы

#### Зигмунд Фрейд
В 1901 году малоизвестный в то время медик Зигмунд Фрейд опубликовал свой труд под названием «Психопатология обыденной жизни», который положил начало распространению его взглядов по всему миру. Фрейд стал основателем психоаналитической психологии и высказался по множеству вопросов, включая религию. Фрейд боготворил науку и полагал, что религиозное мировоззрение должно быть вытеснено научным. В целом Фрейд рассматривал религию как нечто, что порождает иллюзии и уводит людей от реальности. Подробно его взгляды по этому поводу изложены в изданной в 1927 году книге «Будущее одной иллюзии». Несмотря на критическое отношение Фрейда к религии, известные теологи XX века Пауль Тиллих и Рейнгольд Нибур благожелательно отнеслись к его работе. Также как и Фрейд, они отдавали себе отчёт в том, что религия способна порождать иллюзии, и рассчитывали на то, что психодинамический подход поможет пониманию человеческого поведения и поспособствует пастырской деятельности. Психоанализ оказал существенное воздействие на католических авторов, в особенности на европейских — таких как Антуан Вергот.

#### Эрих Фромм
Психоаналитик и социолог Эрих Фромм оказал большое влияние на гуманистическую психологию, трансперсональную психологию и на диалог психоанализа с дзэн-буддизмом. Отношение Фромма к религии было двойственным, но при этом он живо ей интересовался, ежедневно медитировал и регулярно читал мистическую литературу, уделяя особое внимание дзэн-буддизму и трактатам средневекового христианского мистика Майстера Экхарта. Фромм полагал, что ключ к здоровой духовности лежит в отрицании авторитарной религии, основанной, подобно христианству, на вере в сверхчеловеческие сущности. По его мнению, подчинение высшему авторитету в авторитарной религии ведёт к ненависти, нетерпимости и подавлению человеческого разума. Вместо авторитарной религии следует принять гуманистическую религию, концентрирующуюся на человеке и его силе, так что Бог в ней понимался бы как символ человеческой мощи, на который должен ориентироваться человек. Примерами приемлемых гуманистических религий Фромм считал философию Спинозы, ряд направлений в буддизме, учение Христа и мистическое христианство. Однако религия, проповедующая веру в существование Бога и неверие в собственные силы, должна быть отринута. Эта точка зрения близка взглядам рационального психолога и атеиста Альберта Эллиса, считавшего религию психическим заболеванием, которое возникло из-за поощрения подчинённого положения и иррациональных идей.
Вслед за Фрейдом Фромм негативно оценивал социальную роль религии, указывая на её использование в целях инфантильного подчинения общества властям. При этом Фромм был столь же пессимистичен по отношению к нынешним альтернативам. Он полагал, что современное общество, избавившись от тоталитарной власти церкви, породило самодовольных, отчуждённых, подобных автоматам людей, которые поглощены потреблением и погоней за исполнением своих желаний. По мнению Фромма, западному обществу следует отказаться от потребительства и подняться до уровня, где решающую роль в жизни людей будут играть духовные ценности. Дзэн-буддизм привлекал Фромма именно своей анти-авторитарностью. Он подружился с японским учёным Дайсэцу Судзуки, который был одним из ведущих популяризаторов дзэн-буддизма в США и Европе, и посещал его лекции. В 1957 году Фромм организовал конференцию в Мехико, в которой участвовали Судзуки и группа психоаналитиков. Эта конференция стала важной вехой в диалоге между психоанализом и буддизмом, активно продолжающимся и по сей день.

### Гуманистический и трансперсональный подходы
После заката Школы религиозной психологии Кларка диалог между психологией и религией в США вне рамок психоанализа практически прекратился. В 1960-х годах ситуация изменилась благодаря двум новым веяниям: возникновению гуманистической психологии и применению психологии личности для исследования религии. Гуманистическая психология возникла как «третья сила» в американской психология наряду с психоанализом и бихевиоризмом. Три наиболее заметных основателя гуманистической психологии — Карл Роджерс (1902—1987), Ролло Мэй (1909—1994) и Абрахам Маслоу (1908—1970). Из них самым дружественным по отношению к религии был Мэй, но в наибольшей степени усилению диалога между психологией и религией способствовал Роджерс. Маслоу в данном контексте важен потому, что он привлёк внимание к религиозным вопросам и стал центральной фигурой в создании трансперсональной психологии, которая обеспечила диалог между психологией и некоторыми азиатскими религиозными традициями.

#### Абрахам Маслоу
Абрахам Маслоу получил широкую известность благодаря своей теории мотивации личности. Согласно этой теории, после удовлетворения основных потребностей (в еде, безопасности и т. д.) у человека появляются более высокие потребности, из которых последней ступенью выступает потребность в самоактуализации. В своих ранних работах Маслоу негативно отзывался о религии. Он был членом Американской гуманистической ассоциации, которая пропагандировала атеизм. Однако в конце жизни Маслоу смягчил свою позицию в отношении религии и признал способность по-настоящему религиозного человека использовать свою веру для построения системы подлинных ценностей. В своих исследованиях Маслоу пришёл к выводу о том, что ключевой характеристикой самоактуализирующихся личностей являются так называемые «пиковые переживания». По его мнению, религиозный или мистический опыт является одной из разновидностей пиковых переживаний и частью человеческой природы. По этой причине мистический опыт может быть объяснён без привлечения теологических концепций. Кроме того, Маслоу полагал, что вследствие однородности пиковых переживаний во всех видах религиозного опыта ядро всех религий идентично, а потому расхождения между религиями можно спокойно игнорировать. Последнее положение весьма спорно с точки зрения современных исследований в области психологии религии.

#### Трансперсональная психология
Развивая свои идеи о самоактуализации и пиковых переживаниях, Абрахам Маслоу пришёл к выводу о необходимости выхода человеческого потенциала за рамки личности и в конце 1960-х годов вместе с группой единомышленников основал новое направление в психологии — трансперсональную психологию. При использовании данного подхода исследователи в области психологии религии придерживаются следующих трёх допущений:
1. высшие уровни человеческого функционирования и потенциала в наибольшей степени проявляются в нашей способности достичь более продвинутых ступеней человеческого сознания;
2. хотя религии содержат в себе трансперсональные элементы, они также включают специфические особенности, обусловленные культурными различиями, не связанными с трансперсональными переживаниями. Это воззрение иногда называется вечной философией, суть которой сводится к тезису о едином ядре всех религий мира;
3. люди не используют свой потенциал, который может быть раскрыт и развит при надлежащих усилиях и исследованиях.

Хотя базовые концепции, объединяющие трансперсональное движение, достаточно просты, на практике исследования в области трансперсональной психологии затрагивают обширный спектр феноменов, относящихся к сознанию, включая мистический опыт, трансцендентный опыт, а также парапсихологический опыт. Трансперсональные переживания могут носить мистический характер, при этом весьма разнообразный. Предметом исследований в трансперсональной психологии также выступают техники изменения сознания, такие как медитация и использование энтеогенов.
Согласно мнению кандидатов философских наук С. В. Пахомова, А. Ю. Рахманина и доктора философских наук и профессора СПГУ Р. В. Светлова, существенной особенностью трансперсональной психологии религии является её оторванность от религиоведения, возникшая из её истоков как «религиозной апологетики внутри психологии».
Трансперсональная психология (ТП) подвергается  критике со стороны  ряда учёных. Так, Р. Дж. Нерио считает, что начальные допущения и методы доказательств ТП включают метафизические положения. Дж. Б. Рубин отметил, что, сделав свой вклад в изучение нехристианских религиозных систем, ТП впала в другую крайность: востокоцентризм, который выражается в романтизации трансперсональными психологами идей, заимствованных из восточных учений (хотя в некоторых работах трансперсональных психологов рассматривается и христианский мистицизм). Кроме того, трансперсональные психологи отдают предпочтение рассмотрению азиатских религиозных традиций с минимальным теистическим содержанием (таких как дзэн-буддизм), и часто игнорируют версии тех же самых религиозных традиций с более выраженным теистическим уклоном (таких как буддизм Чистой Земли), тем самым проявляя небеспристрастность.

### Социальный и персональный подходы
В первой половине XX века некоторые психологи проявили интерес к изучению религии как личностного аспекта или как формы социального поведения. Они попытались создать строгую научную методологию для изучения религии с использованием опросников и других количественных методов. Современная психология религии во многом основана на работах социальных психологов, заинтересованных в научном изучении религии, особенно религиозных верований и религиозного поведения. Социальный и персональный подходы породили большой массив эмпирических исследований религии с точки зрения психологии, а с недавнего времени предметом исследований в данной области стала также и духовность. Самую важную роль в развитии данной школы на её ранних этапах сыграл Гордон Олпорт. Теория Олпорта в дальнейшем была модифицирована и принята в качестве доминирующего подхода в психологии религии.

### Интеграция и диалог
После окончания Второй мировой войны многие христиане в США и Европе избрали психологию своей профессией, работая в качестве университетских преподавателей, исследователей или клинических психологов. Они были не удовлетворены тем, что антихристианский уклон в академической психологии препятствует их профессиональной деятельности.  Ключевой работой, выразившей их взгляды, стала вышедшая в 1977 году книга профессора психологии Нью-Йоркского университета Пола К. Витца «Психология как религия: культ самопоклонения» («Psychology as Religion: The Cult of Self-Worship»). Автор этой книги выразил мнение, что психология стала светской религией, которая враждебна христианству и большинству других религиозных традиций, и что это влечёт за собой негативные последствия как для отдельных индивидов, так и для всего общества в целом. Поскольку большинство университетских кафедр психологии не подходило для деятельности психологов, заинтересованных в исследовании и применении религиозных подходов к психотерапии, в середине XX века оформилось Движение христианской интеграции (The Christian Integration Movement). Его целью было формирование независимых психологических школ с дружественной по отношению к религии атмосферой, где можно было бы развивать психологию путём соединения научных знаний с христианскими верованиями. Это движение, комбинирующее психологию и теологию, породило большой массив литературы, публикаций в научных журналах и обучающих программ. В 1956 году была создана Христианская ассоциация психологических исследований (Christian Association for Psychological Studies, CAPS), которая и поныне представляет альтернативу отделениям по изучению психологии религии в светских академических организациях.
Наряду с Движением христианской интеграции, придающим равный вес психологии и религии, во второй половине XX века под руководством Джея Э. Адамса возникло так называемое «библейское консультирование», которое отвергает мейнстримную психологию и психиатрию и вместо них  предлагает опираться в психологическом консультировании исключительно на Библию. Этот подход используется рядом организаций наподобие Национальной ассоциации ноутетических  консультантов (National Association of Nouthetic Counselors) и Международной ассоциации библейских консультантов (International Association of Biblical Counselors).
Два других важнейших направления в диалоге между психологией и религией касаются индуизма и буддизма. Взаимодействие западной психологии с индуизмом в основном ограничивается клиническим применением йогических техник. В целях более активного взаимодействия академической психологии и индуизма голландский врач Р. М. М. Корнелиссен основал в 2006 году в Пудучерри Институт индийской психологии. Диалог между психологией и буддизмом оказался намного более плодотворным, что специалисты объясняют нетеистической ориентацией буддизма и наличием в нём сложных моделей человеческой психики. Буддистская психология оказала значительное влияние на психологию религии. В настоящее время наблюдается увеличение использования в клинической практике специфических буддистских психотехник, а также внедрение буддистского мировоззрения в западную психотерапию.

### История отдела 36 Американской психологической ассоциации
Отдел 36 Американской психологической ассоциации (единственный отдел данной организации, в настоящее время занимающийся исследованием религии), берёт своё начало в 1946 году, когда был заложен фундамент для создания Американской католической психологической ассоциации (The American Catholic Psychological Association, ACPA). В середине XX века количество католиков, работавших психологами (в особенности членов АПА), было невелико, к тому же они проявляли разобщённость. В большинстве католических школ и колледжей психология рассматривалась как составная часть философии (изучение души) либо как часть педагогики (изучение детского поведения и принципов обучения). В 1946 году во время собрания АПА в Филадельфии небольшая группа католических психологов обстоятельно обсудила необходимость и желательность создания католической психологической организации. Год спустя аспирант Католического университета Америки Уильям Бир (William C. Bier, S.J.) во время собрания АПА в Детройте организовал совещание, в котором приняли участие 110 католических психологов. По итогам совещания было принято решение о создании Американской католической психологической ассоциации. В 1948 году комитет под руководством Уильяма Бира официально основал данную организацию. Её изначальные две цели были сформулированы следующим образом:
1. способствовать профессиональному росту католических психологов;
2. интегрировать католическое учение с психологией.

Достижение этих целей предполагалось за счёт стимулирования образовательных программ по психологии в католических колледжах и за счёт побуждения католиков к получению ими докторских степеней (PhD) по психологии.
Обязательным условием членства в Американской католической психологической ассоциации с самого начала стало наличие членства в АПА. Это требование было выдвинуто для обеспечения возможности интеграции католического учения с мейнстримной психологической наукой. Численность ACPA росла медленно и неуклонно вплоть до 1967 года, когда она составила 764 человека. В дальнейшем произошёл спад, так что в 1974 году в этой организации состояло 516 человек. При этом количество членов АПА за четверть века выросло в шесть раз (с 5 тыс. человек в 1945 году до 30 тыс. человек в 1970 году).
В конце 1960-х годов атмосфера в обществе сильно изменилась по сравнению с периодом основания ACPA. В связи с растущим влиянием экуменизма ACPA в 1970 году была реорганизована для того, чтобы привлечь психологов, не исповедующих католическую веру. При этом она получила новое название: Психологи, заинтересованные в изучении религиозных проблем (Psychologists Interested in Religious Issues, PIRI). К тому времени из двух первоначальных целей данной организации первая была полностью достигнута: католические психологи и кафедры психологии в католических университетах были полностью интегрированы в американскую мейнстримную научную и клиническую психологию. Вторая цель достигнута не была — интеграция психологической науки с католической верой и католической философией не состоялась. PIRI поставила перед собой новые цели:
1. создать форум для выявления, исследования и интерпретации психологических проблем в религиозных группах;
2. оказывать организационное содействие при решении психологических проблем церковных кругов;
3. взаимодействовать с другими группами для развития психологического подхода к религиозным вопросам.

В процессе реорганизации было выработано понимание, что для эффективного функционирования PIRI необходимо её вхождение в состав Американской психологической ассоциации. Это было достигнуто с большим трудом после значительных усилий членов PIRI. На собрании Совета представителей АПА в 1974 году первая петиция PIRI о вхождении в АПА в качестве отдела этой организации была отклонена. В январе 1975 года Совет представителей АПА вновь отклонил повторную заявку PIRI. Благодаря активным действиям части членов PIRI её петиция была одобрена с третьего раза в августе 1975 года. После этого PIRI вошла в состав АПА в качестве отдела 36, официальной датой основания которого определён 1976 год. В 1992 году отдел 36 получил новое название: Психология религии (Psychology of Religion). С 2012 года он называется Общество психологии религии и духовности (Society for the Psychology of Religion and Spirituality). С февраля 2010 года выходит официальный рецензируемый ежеквартальный журнал данного отдела под названием Psychology of Religion and Spirituality.
На протяжении существования отдела 36 его возглавляли психологи различных религиозных и философских ориентаций, включая католиков, представителей крупнейших протестантских деноминаций и евангельских христиан. Отдел 36 получил широкое признание в рамках АПА, несмотря на то, что в АПА в целом превалируют антирелигиозные взгляды. В настоящее время численность отдела 36 составляет примерно 1,6 тыс. человек (при общей численности АПА 150 тыс. человек). При этом ни один университет в США не присваивает докторскую степень по психологии религии. Большинство аспирантов получает степень по другой специальности (например, по клинической или социальной психологии), после чего применяет полученные знания для изучения религиозного опыта.

## Методы исследования
В психологии религии применяется широкий спектр  количественных и качественных методов. В Ежегодном обозрении психологии (Annual Review of Psychology) до настоящего времени[какого?] было опубликовано всего два обзора по психологии религии – в 1988 и в 2003 гг. Первый обзор выявил доминирование корреляционного метода, второй – экспериментального. Эти данные стали свидетельством существенного сдвига в методологии данной дисциплины в сторону методов, принятых в мейнстримной психологии. Сдвиг заметен в сравнении с данными за 1976 год, когда было установлено, что из 2,8 тыс. статей по психологии религии только 150 статей представляли собой эмпирические исследования, и из них 90% основывались на корреляционном анализе.
Однако такие результаты для многих психологов религии показались крайне неудовлетворительными. Специалисты отмечают, что, поскольку психологическая наука не является унифицированной дисциплиной, ей присущ методологический плюрализм.
Методологический плюрализм выражается в приверженности различных психологических школ различным исследовательским методам и философским позициям. По этой причине в психологии религии наряду с общепринятыми исследовательскими методами применяется множество методов, которые не используются в мейнстримной американской психологии. Более того, широкое использование принятых в мейнстримной психологии методов стало поводом для утверждения, что психология религии в начале XXI века оказалась в состоянии кризиса. В этой связи специалисты призвали к созданию новой многоуровневой междисциплинарной парадигмы исследований в психологии религии (a new multilevel interdisciplinary paradigm for the psychology of religion).
Один из крупнейших американских психологов религии Ральф Худ выделил следующие методы, используемые в настоящее время в данной дисциплине:
1. Персональные документы и анкеты;
2. Метод опроса;
3. Шкалы, измерения и корреляционный анализ;
4. Клинический психоанализ и объектные отношения;
5. Экспериментальный метод;
6. Квазиэкспериментальные исследования;
7. Нейрофизиологические измерения;
8. Этнография, включённое наблюдение и полевые исследования;
9. Феноменологические исследования;
10. Конфессиональные исследования.

Эти методы включают в себя:
- химическое стимулирование религиозного или духовного опыта с использованием энтеогенов;
- квазиэкспериментальные исследования когнитивного диссонанса и несбывшихся пророчеств;
- корреляционные исследования и опросы, касающиеся религиозного опыта, авторитарности и религиозного фундаментализма, лабораторных исследований воздействия молитв и пребывания в депривационных камерах, а также паранормального опыта;
- опросы и интервьюирование детей и подростков;
- нарративный анализ.